# 酒井忠直

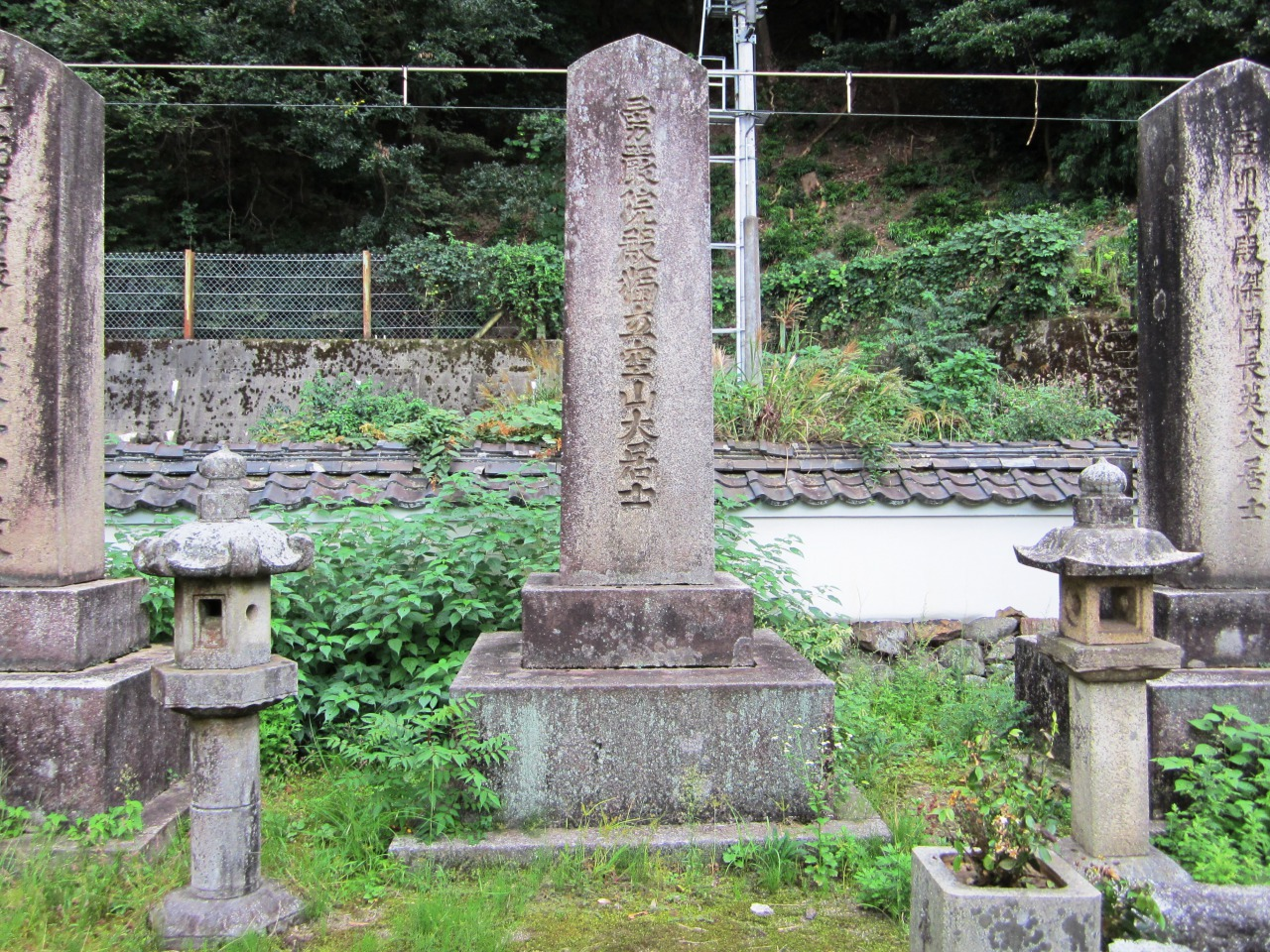
空印寺の墓

酒井 忠直（さかい ただなお）は、若狭小浜藩の第2代藩主。小浜藩酒井家3代。

## 生涯
寛永7年（1630年）3月23日、小浜藩初代藩主となる（当時は武蔵川越藩主）酒井忠勝の四男として生まれた。正保元年（1644年）、従五位下、修理大夫に叙任する。慶安2年（1649年）、兄・忠朝が廃嫡されたため嫡子となり、明暦2年（1656年）5月26日、父の隠居により家督を継いだ。
寛文8年（1668年）、甥（忠朝の子）の忠国に1万石を分与して支藩である安房勝山藩を立藩した。寛文12年（1672年）、元下総佐倉藩主であった甥の堀田正信を預かった（正信の弟で正信を預かっていた信濃飯田藩主・脇坂安政が播磨龍野藩へ転封されたため）。延宝元年（1673年）には従四位下、侍従に昇進した。しかし延宝5年（1677年）、正信が密かに上洛し、清水寺や石清水八幡宮に参拝したため、預かりの責任者である忠直は閉門処分となり、正信は阿波徳島藩主・蜂須賀綱通に預け替えられた。
藩政においては父の政策を受け継いで、藩の諸制度の確立と整備、新田開発、寛文近江・若狭地震の被害復興（被災した小浜城の修理、三方五湖の浦見川運河治水工事など）、文学の奨励などを行なって藩政を指導した。
天和2年（1682年）7月10日、小浜で死去した。享年53。跡を長男の忠隆が継いだ。
父の政策を受け継いで藩政を確立したのは、忠直が実直で守成の名君だったからだと言われている。

## 系譜
- 父：酒井忠勝
- 母：松平親能の娘
- 正室：松平定頼の娘
  - 長男：酒井忠隆（1651-1686）
  - 次男：酒井忠稠（1653-1706）
- 生母不詳の子女
  - 男子：酒井忠與
  - 男子：江見舎政
  - 男子：酒井忠艮
  - 男子：酒井直郷
  - 女子：本性院 - 秋田輝季正室
  - 女子：深栖季林室
  - 女子：田中常行室
  - 女子：玄好院 - 毛利元賢正室のち植村家言継室
  - 女子：高木正純室
  - 女子：酒井忠徂室
  - 女子：三浦義職室
  - 養女：亀井政直正室 - 酒井忠朝の娘